# Муссинак, Леон
Леон Муссинак (фр. Léon Moussinac; 19 января 1890 — 10 марта 1964) — французский писатель, искусствовед, кинокритик и теоретик кино.

## Биография
Леон Муссинак родился 19 января 1890 года на станции Ла Рош Мигенн (департамент Йонна) в семье инспектора путей сообщения. После переезда семьи в Париж учился на факультете права в лицее Карла Великого, где познакомился с Луи Деллюком, который оказал на Муссинака значительное влияние, привлекая его к поэзии, театру, заинтересовал живописью и современной литературой. Во время учёбы начал писать стихотворные пьесы и романтические драмы, занимался журналистикой.
В 1914—1918 годах находился на военной службе и принимал участие в Первой мировой войне.
В 1919 году Муссинак написал первую кинокритическую статью для журнала своего друга Луи Деллюка «Синема» («Фильм»), а уже в 1920 году стал ведущим кинокритиком солидного журнала «Меркюр де Франс». Позже он напечатал ещё ряд статей, которые в 1925 году основными своими положениями вошли в его книгу «Рождение кино» («Naissance du cinéma»), посвященную памяти Л. Деллюка. Эта работа оказала существенное влияние на кинематографическую мысль Франции. В книге оригинально развивались идеи умершего Деллюка. Рене Клер отмечая, что предисловие к книге «Рождение кино» после начала Первой мировой войны стало манифестом нового поколения кинематографистов писал:
Муссинак-критик не ограничивался анализом просмотренных фильмов. Уже в первых статьях он выступает как историк и теоретик искусства, рождающегося на его глазах. Полемист, навлекающий на себя ругательства и судебные процессы, он сражается против всех тех, кто хотел подчинить кино законам коммерции.
Однако главным достижением Муссинака в области теории было синтезирование переработанной теории фотогении с экономическими, социальными и общекультурными проблемами.
С 1923 года начал сотрудничество с газетой «Юманите» — центральным органом Компартии Франции, ведя еженедельную рубрику «Кино». Работа в «Юманите» окончательно сформировала общественные и художественные убеждения Муссинака.
Муссинак активно боролся за пропаганду советского кино во Франции. Именно благодаря ему на Выставке декоративного искусства 1925 года состоялись демонстрации фильмов Д. Вертова и «Стачки» Сергея Эйзенштейна. Он также организовал во Франции просмотр ленты «Броненосец „Потемкин“» и основал первый во Франции массовый киноклуб «Друзья Спартака», занимался пропагандой советского кинематографа. В 1927 году Муссинак побывал в Советском Союзе, после чего написал книгу «Советское кино» («Le cinéma soviétique», 1928).
В 1930-е годы вместе с Луи Арагоном Муссинак основал «Ассоциацию революционных писателей и художников», потом создал «Театр интернационального действия» (1932), руководил коммунистическим издательством «Едисьон сосьяли», журналами «Коммюн» и «Регар».
После оккупации Франции и прихода к власти Петена Муссинак был арестован, а после выхода на свободу он длительное время вынужден был скрываться на юге страны, разыскиваемый полицией. После Второй мировой войны руководил исследованиями по фильмологии при Парижском университете, в 1947—1949 годах был ректором Высшей киношколы (ИДЕК).
С 1916 года и до конца жизни состоял в браке с Жанной Лодс, которая происходила из протестантской семьи, и с которой они познакомились в 1912 году. Всю жизнь Жанна Лодс была верной спутницей мужа.
Леон Муссинак умер от инфаркта 10 марта 1964 года и похоронен на кладбище Пер-Лашез возле Стены Коммунаров.

## Память
Начиная с 1967 года, во Франции специальным жюри критиков присуждается премия имени Л. Муссинака за лучший иностранный фильм сезона.

## Произведения
Художественная литература
- «La Tête la première», роман

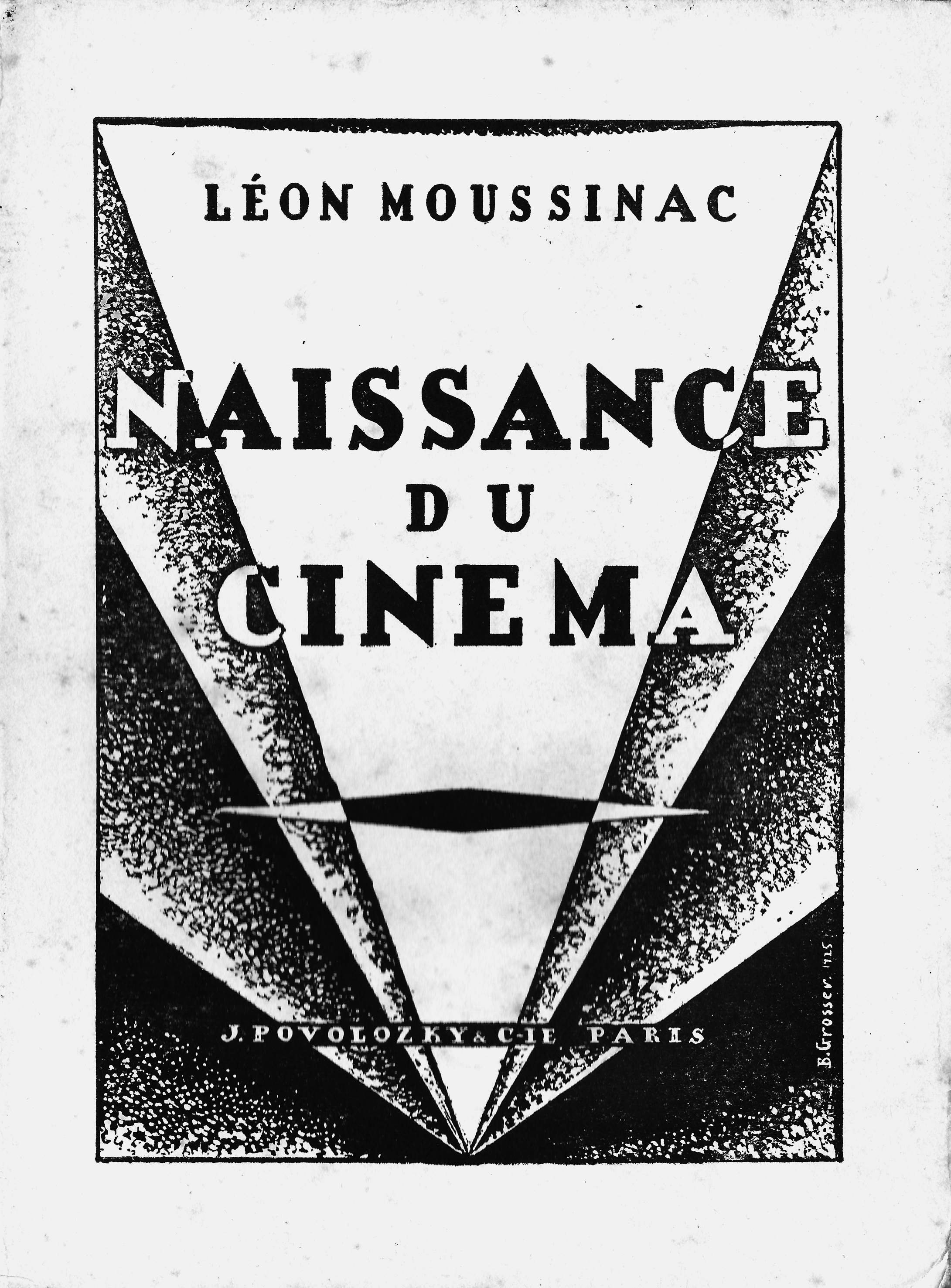
Обложка первого издания «Рождение кино», 1925

- «Dernière heure», Ed. Librairie de France, 1923, поэма
- «Manifestation interdite», Éditions Sociales Internationales, 1935, роман («Запрещенная демонстрация». В русском переводе 1935)
- «Le Radeau de la Méduse», Paris, Éditions Hier et aujourd’hui, 1945 («На плоту Медузы»)
- «Aubes clandestines», recueil de poèmes, 1945 («Дневник политического заключенного»)

Киноведение
- «Naissance du cinema», J. Povolozky et Cie, 1925. // Русский перевод: Л. Муссинак, Рождение кино, Л.: «Academia», 1926.
- «Le cinéma soviétique», Gallimard, 1928 («Советское кино»)
- «Panoramique du cinéma» («Панорма кино»), Paris, Au sans pareil, 1929
- «S. M. Eisenstein», Seghers, 1963 («С. М. Эйзенштейн»)
- «L'âge ingrat du cinéma», Paris, Éditeurs français réunis, 1967

Театроведение
- «Nouvelles Tendances du théâtre», 1931 («Новые тенденции в театре»)
- «Traité de la mise en scène», Massin et Cie, 1948 («Трактат о режиссёрское искусство»)
- «Le théâtre des origines à nos jours», Amiot-Dumont, 1957 («Театр от его истоков до наших дней»)

### Публикации на русском
- Будущее мировой кинематографии в СССР (Разговор с Леоном Мусинаком) // «Пролетарская правда», Киев, 1927, 13 ноября.
- Драгоманов С. Леон Мусинак в Киеве // «Кино», Киев, 1927, № 19/20, стр. 4.
- Муссинак Леон. Избранное. Перевод с французского. М.: Издательство Искусство, 1981. 278 с.

## Фильмография
- 1921: Лихорадка / «Fièvre», реж. Луи Деллюк / роль Цезаря